# Belgijscy posłowie do Parlamentu Europejskiego 1994–1999
Belgijscy posłowie IV kadencji do Parlamentu Europejskiego zostali wybrani w wyborach przeprowadzonych 12 czerwca 1994.

## Lista posłów

### Flamandzkie kolegium wyborcze
Wybrani z listy Chrześcijańskiej Partii Ludowej (CVP)
- Raphaël Chanterie
- Wilfried Martens
- Marianne Thyssen
- Leo Tindemans

Wybrani z listy partii Flamandzcy Liberałowie i Demokraci (VLD)
- Willy De Clercq
- Mimi Kestelijn-Sierens
- Annemie Neyts-Uyttebroeck

Wybrani z listy flamandzkiej Partii Socjalistycznej (SP)
- Philippe De Coene
- Anne Van Lancker
- Freddy Willockx

Wybrani z listy Bloku Flamandzkiego (VB)
- Karel Dillen
- Frank Vanhecke

Wybrana z listy Agalev
- Magda Aelvoet

Wybrana z listy Unii Ludowej (VU)
- Nelly Maes, poseł do PE od 16 października 1998

### Walońskie kolegium wyborcze
Wybrani z listy walońskiej Partii Socjalistycznej (PS)
- Claude Delcroix, poseł do PE od 1 maja 1998
- Claude Desama
- José Happart

Wybrani z listy PRL-FDF
- Anne André-Léonard
- Philippe Monfils, poseł do PE od 25 października 1995
- Antoinette Spaak

Wybrani z listy Partii Społeczno-Chrześcijańskiej (PCS)
- Gérard Deprez
- Fernand Herman

Wybrany z listy Ecolo
- Paul Lannoye

Wybrany z listy Frontu Narodowego
- Daniel Féret

### Niemieckie kolegium wyborcze
Wybrany z listy Partii Chrześcijańsko-Społecznej (CSP)
- Mathieu Grosch

### Byli posłowie IV kadencji do PE
- Raymonde Dury (PS), do 30 kwietnia 1998
- Jean Gol (PRL-FDF), do 18 września 1995, zgon
- Jaak Vandemeulebroucke (VU), do 14 października 1998